# Peder Grib
Peder Grib, född den 18 maj 1681, död den 17 mars 1757, var en dansk sjömilitär.
Grib kämpade i flera strider med ära vid Tordenskjolds sida och utmärkte sig i synnerhet i slaget vid Dynekilen (1716) samt vid anfallet mot Nya Älvsborg och anfallet mot Strömstad (1717). År 1720 – han hade då avancerat till kapten – blev han avskedad på grund av underslev och var därefter under tre år anställd i ryska flottan. Han fick 1742 Färjegården i Snoghøj till belöning för sin forna tapperhet.